# Nicolás Ambrosio de Garro y Arizcun
Nicolás Ambrosio de Garro y Arizcun, marquès consort i vidu de las Hormazas (Madrid, 1747 - ibídem, 20 d'abril de 1825) va ser un polític espanyol, director del Banc de San Carlos i ministre interí en tres ocasions.

## Vida
Va ser fill d'Ambrosio Agustín de Garro y Miqueltorena (1703-1785), cavaller de Sant Jaume, del Consell de S. M. en el d'Hisenda, President del Tribunal de la Comptaduria Major, Tresorer de l'Infant Lluís Antoni des de 1736, natural d'Elizondo (Navarra), i de María Josefa de Arizcun y Irigoyen, la seva dona, filla de Francisco de Arizcun y Mendinueta, II marquès d'Iturbieta, natural també d'Elizondo, i de María Josefa de Irigoyen i de la Fuente, natural de la Puebla de los Ángeles a Nova Espanya. Formava part una xarxa familiar de pròspers hisendats, sobretot navarresos, que van aconseguir preponderància en l'Administració borbònica: els Arizcun, els Pontejos, els Goyeneche, els Valdeolmos, etc.
En morir el seu pare en 1785 el va succeir en la tresoreria, però aquesta ocupació va ser fugaç doncs l'Infant va morir aquest mateix any. Va casar en 1767 amb N. de Robles, marquesa de las Hormazas, de la qual va enviduar en 1800. En 1765 va ingressar a l'Orde de Sant Jaume i fou membre de la Reial Societat Bascongada d'Amics del País.
Nomenat per servir en propietat la Secretaria d'Estat i del Despatx de la Reial Hisenda el 27 de juny de 1797, va ser destituït al novembre següent.
Durant la guerra del francès fou Secretari d'Hisenda interí del 2 de novembre de 1809 al 2 de juliol de 1810, Secretari de Marina interí durant l'absència del titular, del 10 de gener al 2 de juliol de 1810, i Secretari d'Estat interí, del 31 de gener al 20 de març del mateix any.
En 1814 va recobrar el seu lloc en el Consell d'Estat, i en 1819 va rebre la Gran Creu de la Orde de Carles III.